# Искусство Пакистана
Искусство Пакистана — совокупность элементов культуры народов Исламской Республики Пакистан.

## История
В 1947 году произошло разделение Индии на Индийский союз и Исламскую Республику Пакистан. В государство Пакистан вошло преимущественно мусульманское население. Таким образом, в Пакистане живут и действуют художники бывшие до недавнего времени индийскими и по происхождению и по образованию.

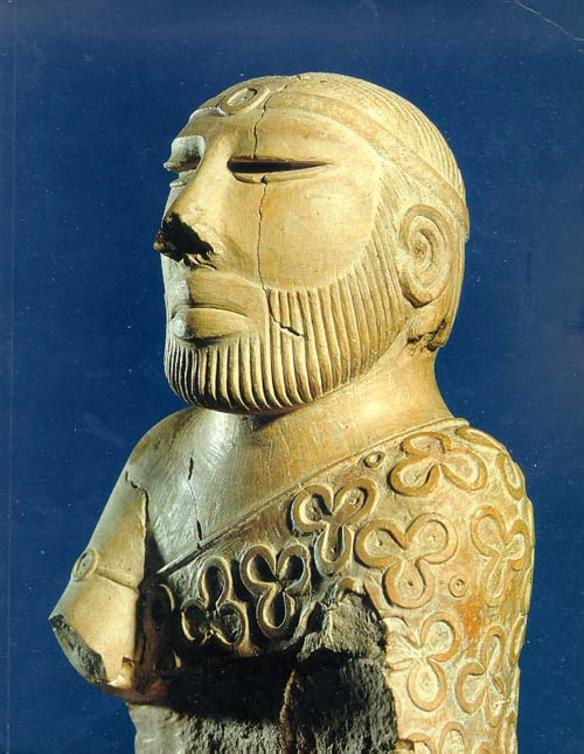
Статуэтка жреца из Мохенджо-Даро

Искусство Пакистана основано как на мусульманском наследии, так и на доисламских традициях народов Индийского субконтинента.
На территории Пакистана найдены сельские поселения Амри, Рана-Гхундаи и др. эпохи неолита (4-3-тыс. лет до н. э.) с сохранившимися расписными гончарными изделиями, металлическими украшениями, глиняными статуэтками.
В середине 3-го — середине 2-го тысячелетия до н. э. в долине реки Инд существовала высокоразвитая Индская цивилизация, одним из центров которой был город Мохенджо-Даро, расположенный в Пакистане, в провинции Синд. В городе отсутствовали архитектурные украшения зданий. Сохранились каменные скульптурные изображения, бронзовые статуэтки (скульптура Мохенджо-Даро — «Танцующая девушка»), терракотовые изделия быков и буйволов, гротескные статуэтки мужчин и женщин.
С III в. до н. э. в области Гандхара сложилось искусство, достигшее расцвета в период Кушанского царства. Сохранились остатки ступ, рельефы, статуи Будды, бодхисатв, чайтья, буддийские комплексы Дхармараджика и Джаулиан.
В г. Синд с VIII века сохранились остатки города-порта Банбхора с массивными каменными укреплениями и мечетью.
Искусство скульптуры развивалось на территории Пакистана в доисламский период. В это время сооружались статуй Будды и бодхисатв, буддийские храмы и монастыри. С принятие ислама развитие скульптуры прекратилось.
С принятием мусульманства в Пакистане сооружались мечети, минареты, мавзолеи, оборонительные сооружения в Мултане, Пешаваре, Лахоре.
Современные мастера декоративно-прикладное искусство Пакистана известны серебряными и золотыми ювелирные украшениями, глиняной посудой, резными предметами из дерева и кости. Пакистанские ковроделы ткут ковры вручную из шерсти или из шелка светлых тонов с украшениями геометрическим орнаментом или растительным узором.
Объекты на территории Пакистана, занесенные в список всемирного наследия ЮНЕСКО: Мохенджо-Даро (1980);; Таксила (1980); ; Тахти-Бахи (1980);; Лахорская крепость и Сады Шалимара (1981);; Татта (1981);; Рохтас (1997)..

## Живопись

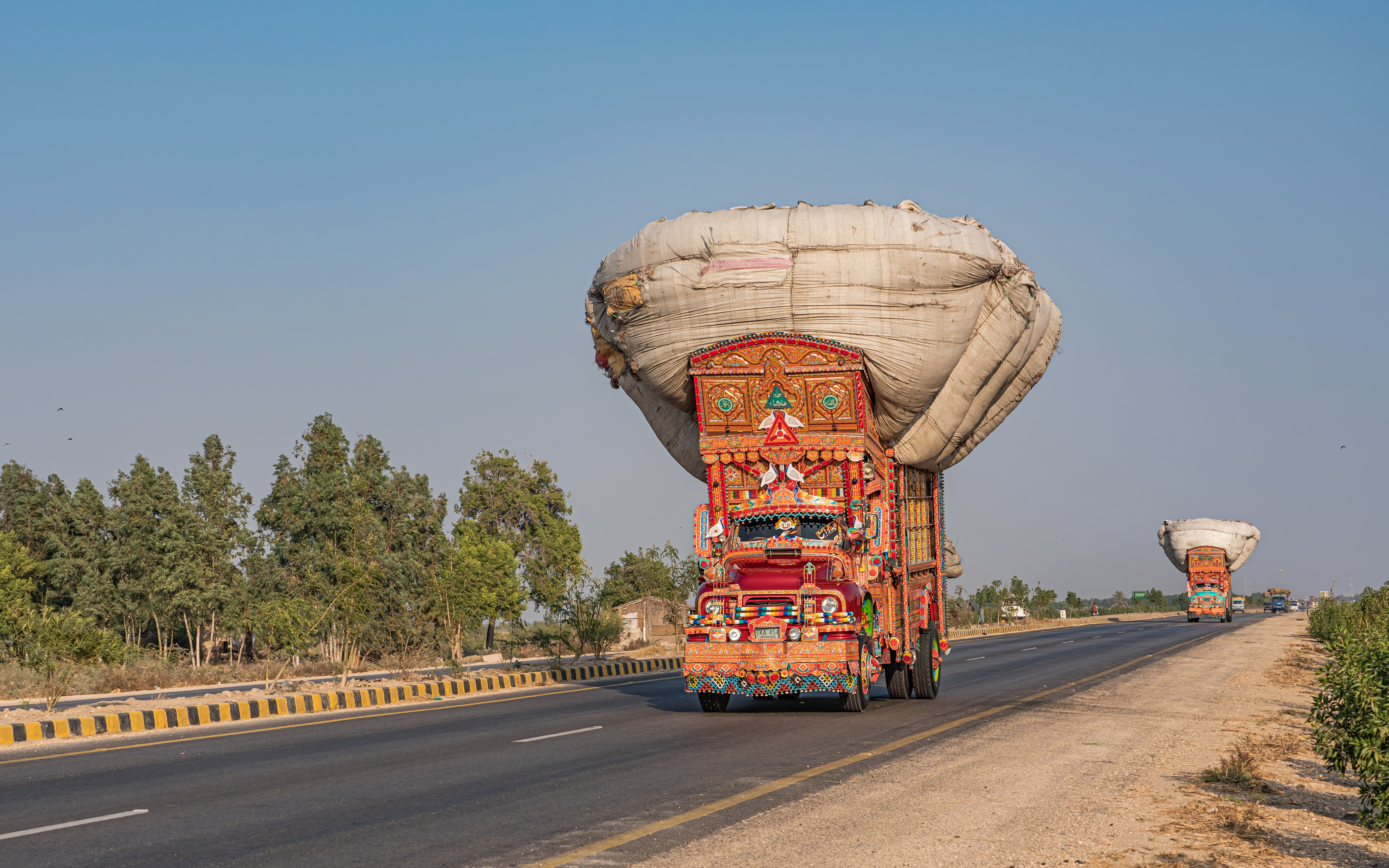
Украшения грузовиков в Пакистане

В XVI—XVII веках расцвета достигла миниатюрная живопись могольской школы.
Живопись долгое время была представлена книжными миниатюрами и искусством каллиграфии. Предметом каллиграфия было написание священных строк из Корана и создания его рукописей.
В современном изобразительном искусстве художники работают в традициях могольской миниатюры, древних индийских росписей (живописцы А. Р. Чугтаи, А. Бакш), используют также опыт европейского реалистического искусства (Гулги, Б. Ахмад, А. Имам), модернистские течения (живописец Ш. Али, живописец и скульптор З. Агха).
Популярной формой изобразительного искусства Пакистана является украшение грузовых автомобилей. Грузовики украшаются надписями, красочной расцветкой, картинами, цветами, лентами.
После провозглашения независимости, первой женщиной-художником в Пакистане, стала Ана Молька Ахмед (1917—1995).

## Музыка
Пакистанская музыка включает в себя народную музыку в традиционном стиле (каввали). Афганские беженцы в западных провинциях возродил музыку на языке дари.
Музыка Каввали исполняется с чтением суфийской поэзии во время праздников, у гробниц суфийских шейхов и святых. В группе Каввали работаю в основном мужчины. Одна и та же фраза исполняется много раз. Аккомпанемент под индийскую гармонику, табла, мриданг. Исполнители и зрители входят в состояние ваджд — состояние транса, в котором они ощущают единение с Аллахом.
Современная музыка Пакистана связана как с традиционными, так и классическими формами. Известные певцы: Али Зафар, Ариф Лохар и др.

## Литература

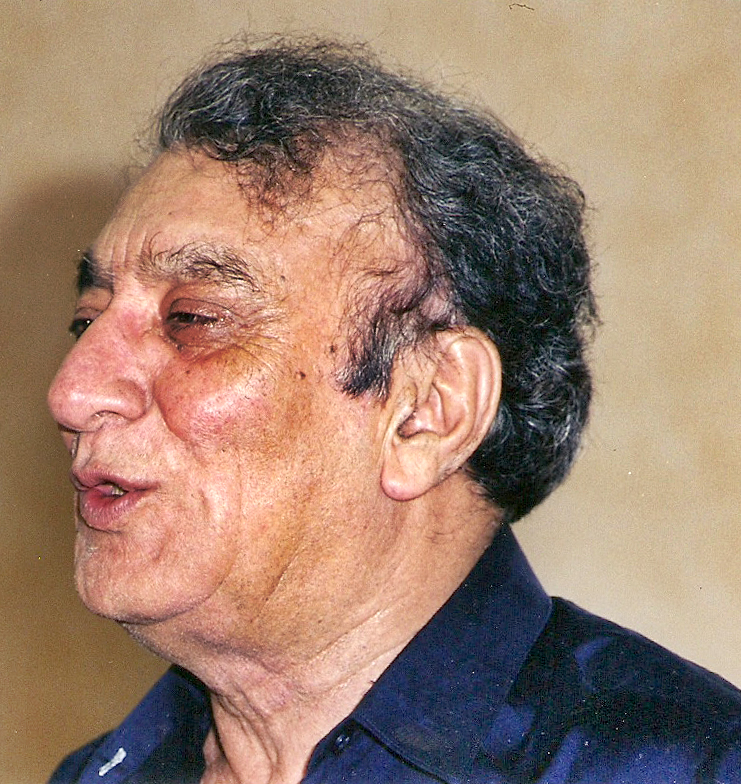
Ахмад Фараз, 2005.

## Национальные танцы
Популярными танцами в Пакистане являются кхаттак (танец с мечами), бхангра (традиционный танец сбора урожая), самми и лудди.

## Кино
Большая часть фильмов в Пакистане выпущена на английском языке и урду.

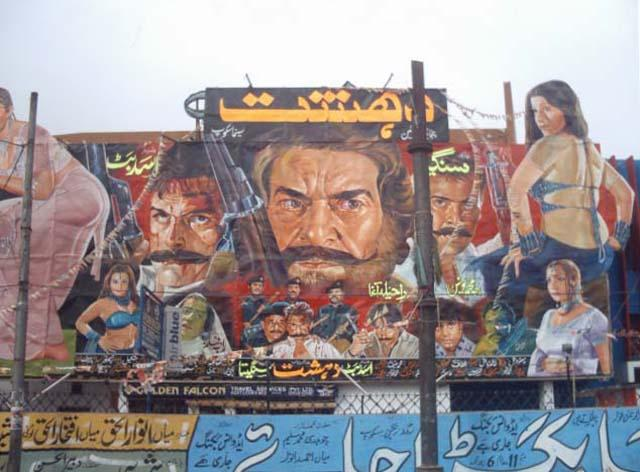
Рекламный плакат фильма в Лахоре

Основными центрами кинопроизводства были центры в Лахоре, Карачи и до отделения от Пакистана — в Дакке.
Пакистанская киностудия, базирующаяся в городе Лахор снимает фильмы на языке Урду и Панджаби. Основана в 1929 году.
60-е годы называют золотым веком кино Пакистана. В это время кинематограф перешел на съемки цветных фильмов.
В 1965 году, после вооруженного конфликта между Индией и Пакистаном, все индийские фильмы были сняты с проката в Пакистане. Запрет на индийские фильмы продолжился до 1952 года.
После отделения Бангладеш наиболее крупные работников отрасли остались работать в Дакке.
Киностудия, базирующаяся в Пешаваре является второй по величине в стране. Здесь снимаются фильмы на языке Пушту и Урду. Здесь работали известные артисты Южно-Азиатского кино: Радж Капур, Дилип Кумар, Винод Кханна и Шахрукх Кхан.
Киностудия в Карачи выпускает фильмы на языках Урду, английском и крымскотатарском.
К популярным артистам кино Пакистана относятся: Ayub Khosa, Ayub Khosa, Afzal Khan, Akmal Khan, Ali Haider, Mohammad Ali, Somy Ali, Aslam Pervez, Anjuman, Arbaaz Khan, Babar Ali, Zeba Bakhtiar, Zara Sheikh, Behroze Sabzwari, Inayat Hussain Bhatti, Darpan, Ghulam Mohiuddin, Sajid Hasan, Naeem Hashmi, Husna.
В настоящее время в Пакистане проводятся кинофестивали в Карачи, Лахоре, Исламабаде (с 2012 года).

## Архитектура
Архитектура Пакистана включает в себя различные сооружения, построенные на протяжении истории государства. Всего в архитектуре Пакистана прослеживаются четырех периода: доисламский, исламский, колониальный и постколониальный.
С началом цивилизации Инда в районе, который охватывает территорию нынешнего Пакистана строились поселений, часть из которых сохранились.
Буддийский архитектурный стиль Гандхара заимствовал элементы стиля Древней Греции — Таксила, в архитектуре XIII—XV веков — влияние крепостного зодчества (мавзолей Рукни-Алам в Мултане).
Из построек XVI—XVII веков известны мечеть Шах-Джахана, мавзолеи кладбища на холме Макли — Мирза Иса Хана и др.
С приходом ислама в стране начали по арабскому образцу строить мечети. Широко использовался стиль айван (сводчатое помещение, с трех сторон обнесённое стеной и открытое с четвёртой стороны). Примером является Мечеть Вазир Хана и Жемчужная мечеть в Лахоре.
В колониальный период разработан индо-европейский стиль зданий, сочетающий европейские и индийско-исламские составляющие. Из известных работ в этом стиле — Дворец Мохатты и Фрир-Холл. Храмы колониального периода в Карачи — Собор Святой Троицы, Церковь Святого Андрея.
В постколониальный период построены мечети Фейсала в Исламабаде, Минар-э-Пакистан в Лахоре, мавзолей из белого мрамора в Карачи — Мавзолей Джинны.
К современным достопримечательностям относятся: мечеть Шах-Фейсал-Масджид с четырьмя минаретами, центральным корпусом в виде бедуинской палатки в Исламабаде; деревня гончаров Саидпур; Мечеть Общества Национальной Защиты из белого мрамора в Карачи.

## Галерея

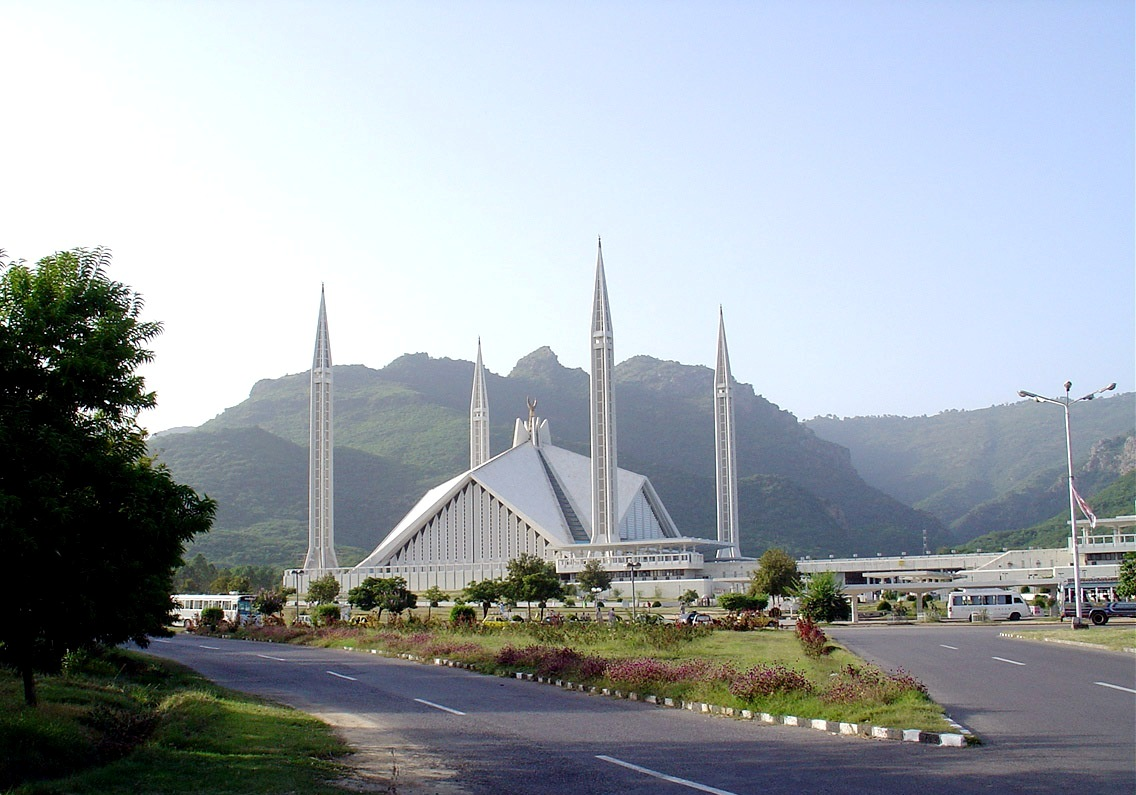
Мечеть Фейсал в Исламабаде
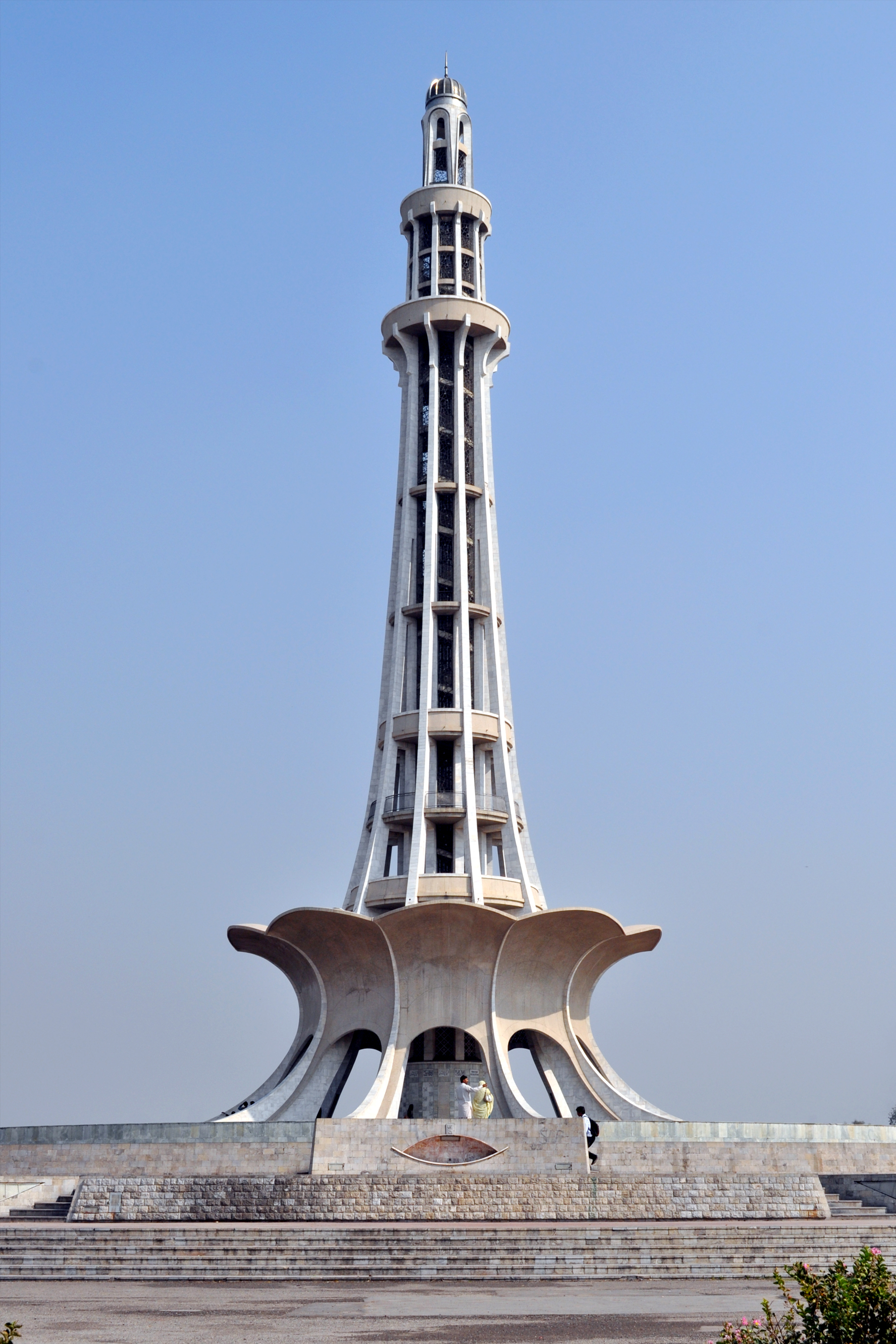
Минар-э-Пакистан в Лахоре
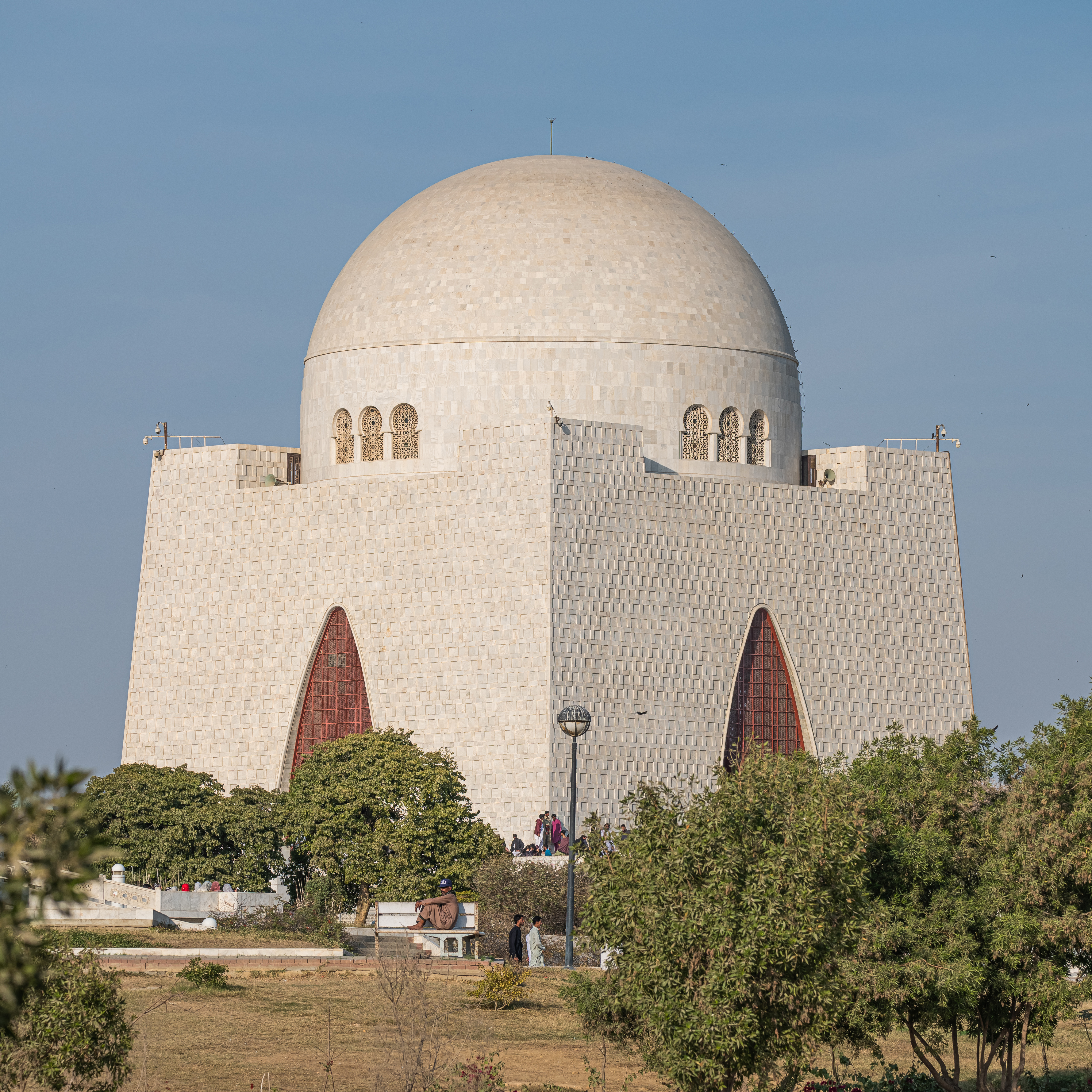
Мавзолей Джинны в Карачи
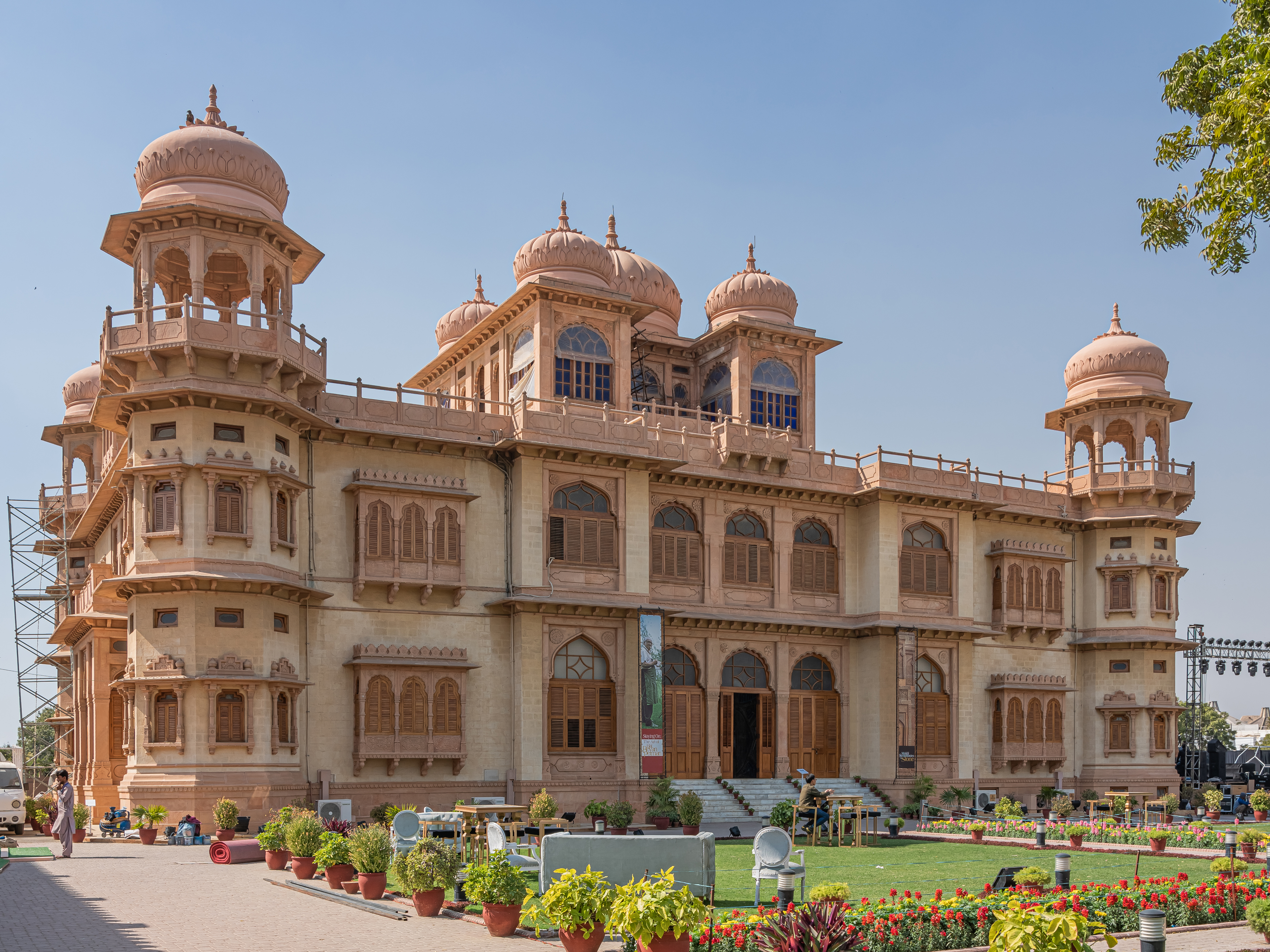
Дворец Мохатты в Карачи
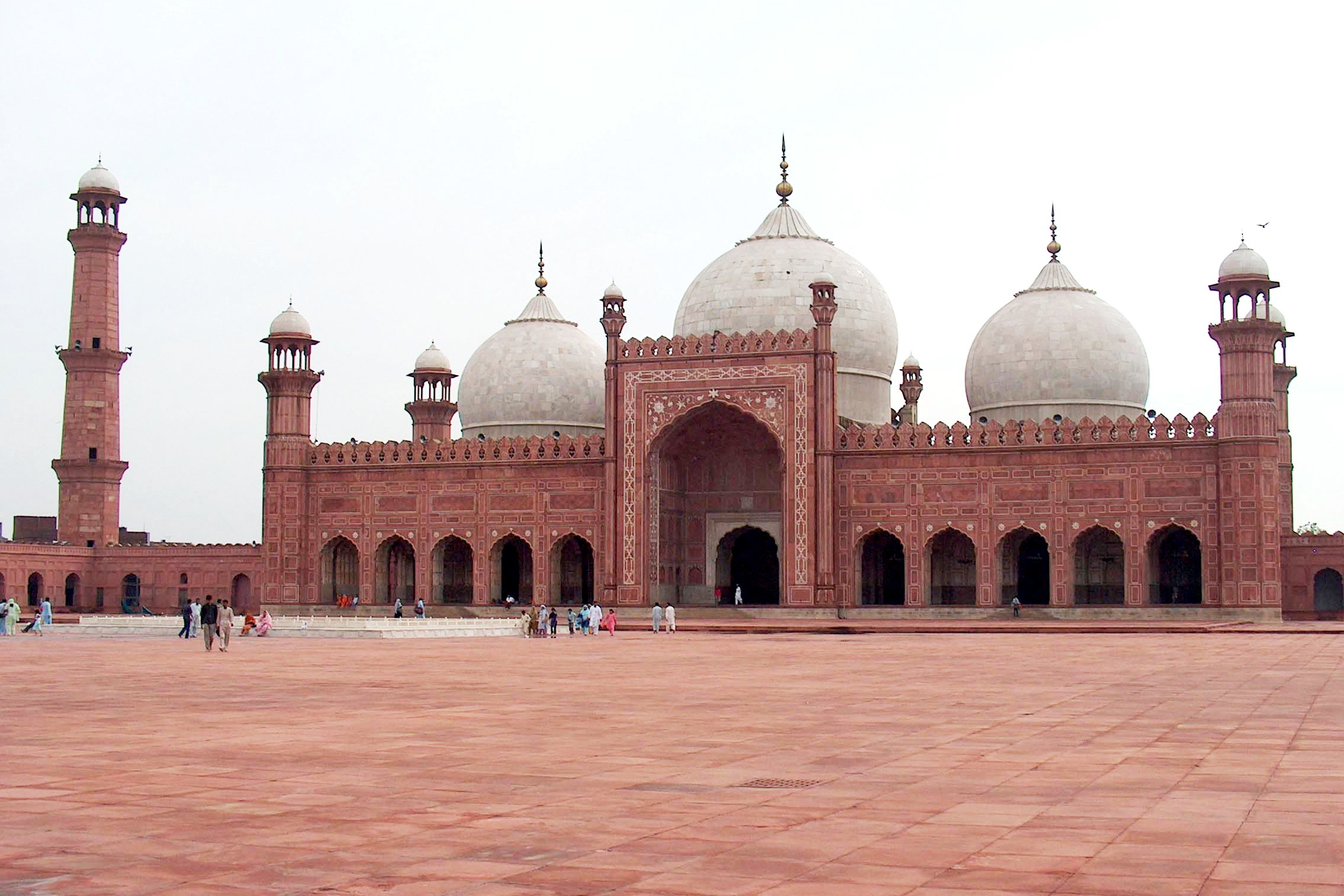
Мечеть Бадшахи в Лахоре
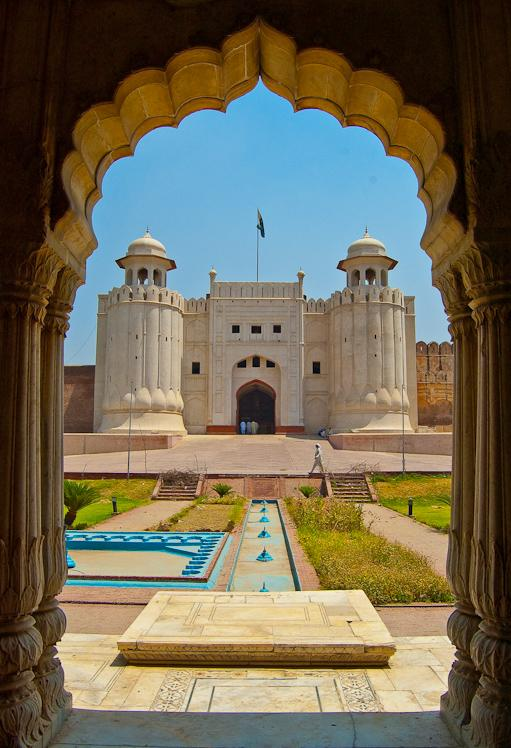
Лахорская крепость

## Музеи

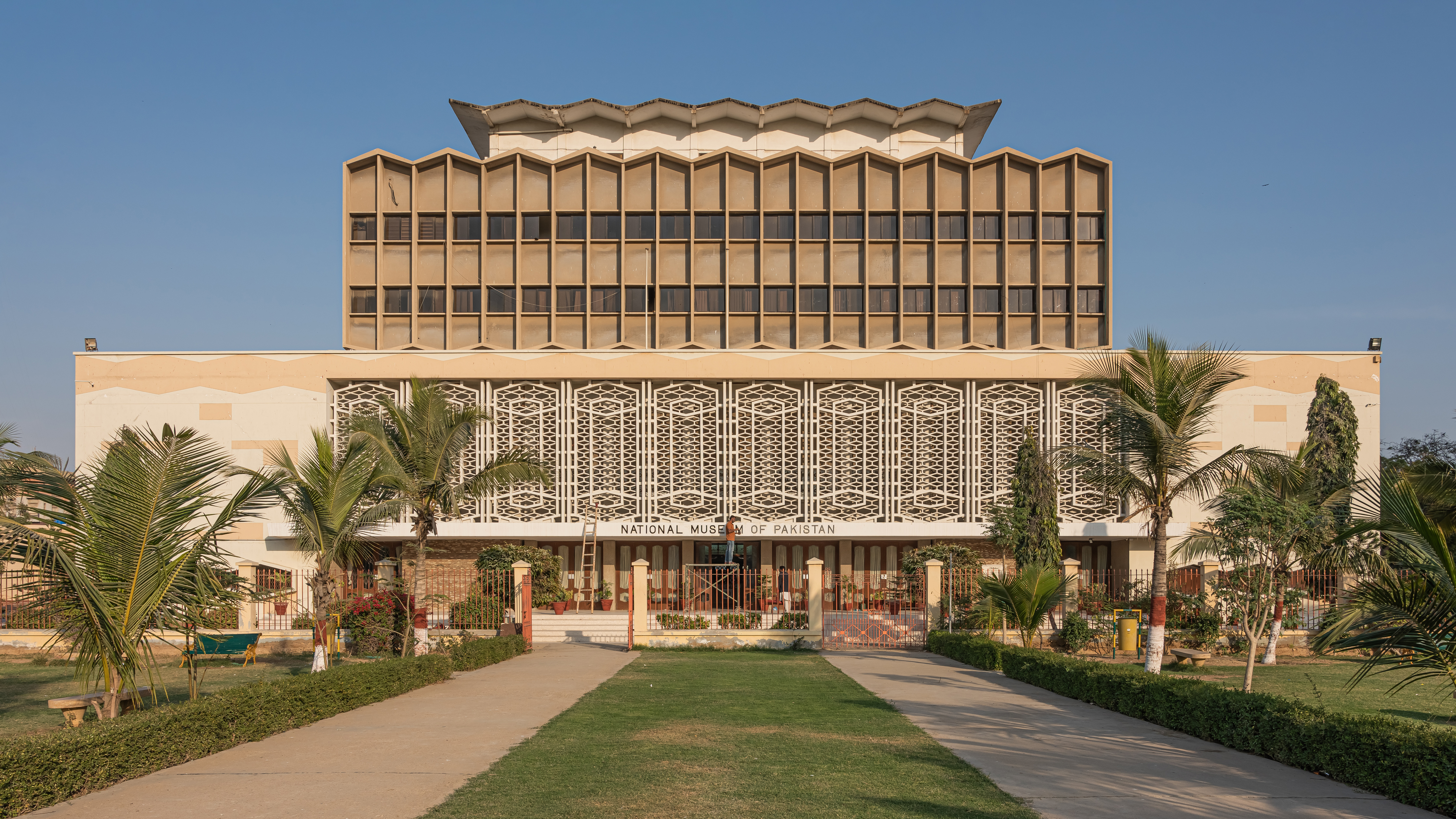
Национальный музей Пакистана в Карачи

Предметы искусства Пакистана экспонируются в музеях: Лахорский музей, музей Лок Вирса, Национальный музей Пакистана, Совет искусств Альхамра, национальной художественной галерее в Исламабаде, Пешаварский музей, археологический музей Моенджодаро (провинция Синдх), археологический музей в Таксиле.